# Lekkoatletyka na Letnich Igrzyskach Olimpijskich 1924 – skok wzwyż mężczyzn
Skok wzwyż mężczyzn – był jedną z konkurencji lekkoatletycznych rozgrywanych podczas igrzysk olimpijskich w Paryżu. Zawody odbyły się w dniach 6 lipca (kwalifikacje) i 7 lipca (finał) 1924 roku na Stade olympique Yves-du-Manoir. Wystartowało 26 zawodników z 16 krajów.

## Rekordy
Tabela uwzględnia rekordy uzyskane przed rozpoczęciem rywalizacji.
|                   | Zawodnik        | Wynik | Miejsce   | Data             |
| ----------------- | --------------- | ----- | --------- | ---------------- |
| Rekord świata     | Harold Osborn   | 2,03  | Urbana    | 27 maja 1924     |
| Rekord olimpijski | Richmond Landon | 1,936 | Antwerpia | 17 sierpnia 1920 |

## Wyniki

### Eliminacje
Rywalizowano w czterech grupach. Awans do finału dawało pokonanie wysokości 1,83 m.
| Pozycja | Grupa el. | Zawodnik             | Wynik | Uwagi |
| ------- | --------- | -------------------- | ----- | ----- |
| 1.      | 1         | Tom Poor             | 1,83  | Q     |
| 1.      | 2         | Lawrence Roberts     | 1,83  | Q     |
| 1.      | 2         | Harold Osborn        | 1,83  | Q     |
| 1.      | 2         | Pierre Guilloux      | 1,83  | Q     |
| 1.      | 3         | Pierre Lewden        | 1,83  | Q     |
| 1.      | 3         | Jenő Gáspár          | 1,83  | Q     |
| 1.      | 3         | Sverre Helgesen      | 1,83  | Q     |
| 1.      | 3         | Helge Jansson        | 1,83  | Q     |
| 1.      | 4         | Leroy Brown          | 1,83  | Q     |
| 10.     | 2         | Mikio Oda            | 1,80  |       |
| 10.     | 2         | Larry Stanley        | 1,80  |       |
| 10.     | 4         | Jean Hénault         | 1,80  |       |
| 10.     | 4         | Édouard Barbazan     | 1,80  |       |
| 10.     | 4         | Ivar Sahlin          | 1,80  |       |
| 15.     | 1         | Valter Ever          | 1,75  |       |
| 15.     | 2         | Josef Macháň         | 1,75  |       |
| 15.     | 4         | Robert Dickinson     | 1,75  |       |
| 15.     | 4         | Sylvio Cator         | 1,75  |       |
| 19.     | 2         | Giuseppe Palmieri    | 1,70  |       |
| 19.     | 1         | Bror Kraemer         | 1,70  |       |
| 19.     | 4         | Antonios Karyofyllis | 1,70  |       |
| 22.     | 2         | Jack Miller          | 1,65  |       |
| -       | 1         | Édouard Dupiré       | NM    |       |
| -       | 1         | Mikuláš Kucsera      | NM    |       |
| -       | 1         | Arthur Willis        | NM    |       |
| -       | 3         | Crawford Kerr        | NM    |       |
| -       | 3         | Robert Juday         | NM    |       |

### Finał
| Pozycja | Zawodnik         | Wynik |
| ------- | ---------------- | ----- |
| 1.      | Harold Osborn    | 1,98  |
| 2.      | Leroy Brown      | 1,95  |
| 3.      | Pierre Lewden    | 1,92  |
| 4.      | Tom Poor         | 1,88  |
| 5.      | Jenő Gáspár      | 1,88  |
| 6.      | Helge Jansson    | 1,85  |
| 7.      | Pierre Guilloux  | 1,85  |
| 8.      | Lawrence Roberts | 1,83  |
| 8.      | Sverre Helgesen  | 1,83  |